# 森川藤凰
森川 藤凰（もりかわ ふじおう、1929年（昭和4年）- 2017年（平成29年））は、日本の医学者（皮膚科・薬理学）。資生堂皮膚化学研究室長および学術部長を兼務した。

## 来歴
1959年、京都府立医科大学研究科を修了し、同校に助⼿として勤務する。1960年に資⽣堂研究所に⼊社した。
1961年 - 1962年に東京逓信病院皮膚科部長の小堀辰治に師事する。1963年 -1965年には、オレゴン大学環境医学センターにて環境医学、「化粧品の安全性」「かぶれ」を研究した。1965年、スウェーデンのイエテボリ大学皮膚科にて「国際標準パッチテスト」皮膚アレルギー試験法の研究に従事する。
1968年 - 1970年にハーバード大学皮膚科にてThomas B．Fitzpatric 教授とともに日焼け、シミ、光過敏症、サンスクリーンを研究した。Thomas B .Fitzpatric 教授とともにSPF の概念発表。
1972年、SPF概念を発表して、⽇本に導⼊する。 同年、資生堂にて世界初の敏感肌用化粧品「イブニーズ」を鈴木喬と共同で開発する。
1981年、「特定波⻑光線による皮膚障害性の研究」で科学技術庁⻑官賞を受賞。
1986年（株）ヴァンガード森川（現・皮膚臨床薬理研究所）を設⽴する。
このほか、久留米大学医学部客員教授、⽇本産業皮膚衛⽣協会理事長、⽇本化粧品⼯業連合会安全部会長などの役職を務めた。

## 著書
- 『臨床皮膚科 ～Haptenの代謝』（25巻 3号）医学書院、1971年3月。
- 清寺真共編『光と皮膚 : 光過敏と光防御』⾦原出版、1973年。
- Thomas B. Fitzpatric他, ed (1981). Dermal Plgmentation. 東京大学出版会. ISBN 978-4-13-068069-1
- 石原勝共編『皮膚と化粧品科学』南⼭堂、1982年。
- 高瀬吉雄ほか共編『加齢と皮膚』清⾄書院、1986年6月。

## 特許・実用新案（発明者）
- 電気泳動による薬剤浸透装置　(日本国特許庁（JP）特開平4-297277）
- 脂肪量測定装置　(日本国特許庁（JP）特開平57-090160 57-090161）